# Maxilly-sur-Léman
Maxilly-sur-Léman este o comună în departamentul Haute-Savoie din sud-estul Franței. În 2009 avea o populație de 1.254 de locuitori.

## Evoluția populației
| An        | 1975 | 1982 | 1990 | 1999  | 2006  | 2009  |
| --------- | ---- | ---- | ---- | ----- | ----- | ----- |
| Populație | 646  | 720  | 945  | 1.020 | 1.195 | 1.254 |